# Gauri Bazar
Gauri Bazar è una suddivisione dell'India, classificata come nagar panchayat, di 6.224 abitanti, situata nel distretto di Deoria, nello stato federato dell'Uttar Pradesh.

## Datos demográficos
Según el censo indio de 2001, Gauri Bazar tenía una población de 6.224 habitantes. Los hombres constituyen el 54% de la población y las mujeres el 46%. Gauri Bazar tiene una tasa media de alfabetización del 62%, inferior a la media nacional del 79,9%: la alfabetización masculina es del 67% y la femenina del 56%.  En Gauri Bazar, el 11% de la población tiene menos de 6 años.